# Rodrigo Calderón
Rodrigo Calderón (Anversa, 1576 – Madrid, 21 ottobre 1621) è stato un politico e nobile spagnolo.

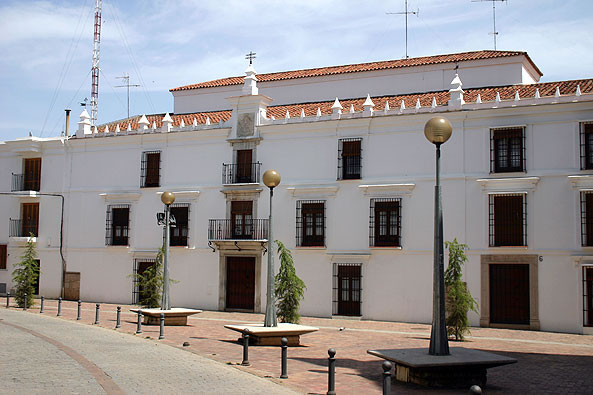
Casa-palazzo dei Conti de la Oliva de Plasencia ad Almendralejo (Badajoz).

Fu al servizio di Filippo III, che lo ricompensò con i titoli di I conte de la Oliva de Plasencia (1612) e due anni dopo marchese delle Siete Iglesias (Sette Chiese). Era il favorito di Francisco Gómez de Sandoval y Rojas, duca di Lerma.

## Biografia
Nacque ad Anversa (Belgio) nel 1576 da Francisco de Calderón y Aranda e da María de Aranda y Sandelijn, discendente da una famiglia di mercanti di Valladolid che era stata nobilitata dal re Carlo I di Spagna. Il padre fu dapprima capitano dell'esercito e poi Commendatore maggiore di Aragona, presumibilmente con l'aiuto del figlio. La madre apparteneva alla nobiltà fiamminga e olandese. Egli divenne signore di Oliva de Plasencia, titolo che fu poi elevato a contado, poi di Rueda e poi delle Siete Iglesias de Trabancos, titolo quest'ultimo che fu poi elevato alla dignità di marchesato.
Nel corso della sua carriera militare fu commendatore di Ocaña nell'Ordine di Santiago, capitano della guardia alemanna di Filippo III di Spagna, cavaliere maggiore della Reale Udienza e Cancelleria di Valladolid, reggente perpetuo e corrispondente maggiore di Valladolid, segretario di camera di Filippo III, segretario privato del duca di Lerma e ambasciatore nelle Fiandre.
Nel 1598 si trovava segretario del duca di Lerma, Francisco Gómez de Sandoval y Rojas. L'ascesa al trono di Spagna di Filippo III avvenne nello stesso anno in cui il duca di Lerma, che aveva molta influenza sul re, fu nominato Grande di Spagna.
Calderón, che era uomo attivo, ambizioso e privo di scrupoli, divenne l'uomo di fiducia del duca. Fu quindi nominato commendatore di Ocaña e segretario di camera ovvero segretario del re. Inoltre contrasse un vantaggioso matrimonio a Valladolid con Inés de Vargas y Trejo, erede della signoria di Oliva de Plasencia.
Per la sua personalità insolente, era particolarmente odiato dai nemici del duca di Lerma. Due religiosi, Juan de Santa María, frate francescano, e Mariana di San José, priora del Monastero reale dell'Incarnazione a Madrid, cospirarono con la regina Margherita d'Austria, grazie alla cui influenza Calderón fu rimosso dalla carica di segretario nel 1612. Ciononostante conservò il favore del duca di Lerma, un uomo indolente per il quale il lavoro di Calderón era indispensabile.

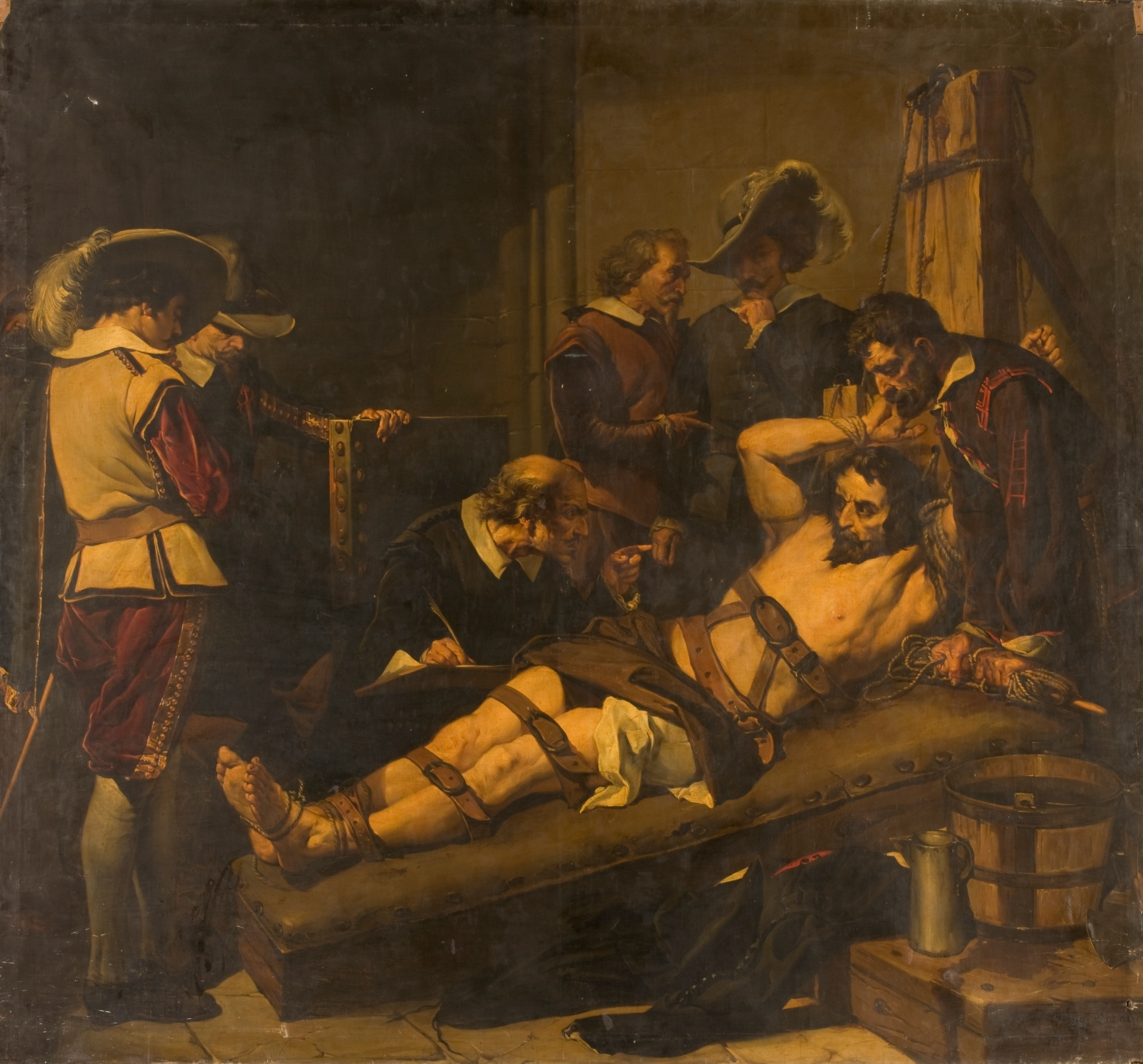
Don Rodrigo Calderón en el tormento, di José María Rodríguez de Losada. 1865. (Museo del Prado, Madrid).

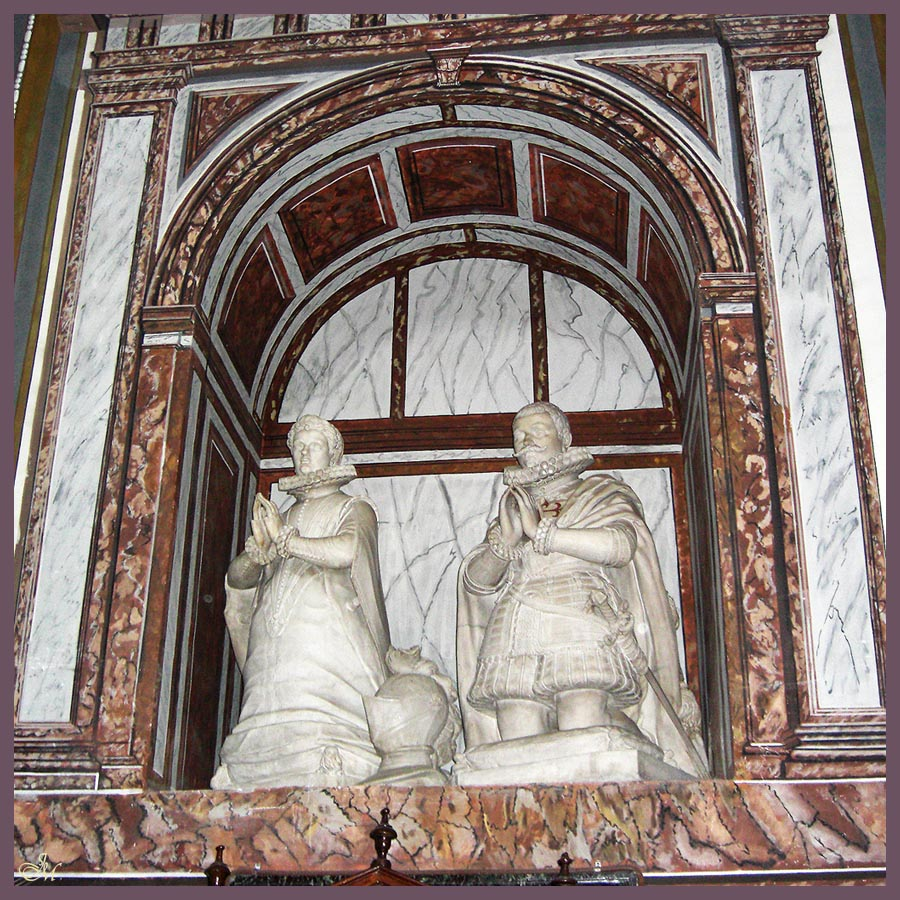
Sepolcro di Rodrigo Calderón de Aranda e della sua consorte Inés de Vargas, nel convento di Porta Coeli a Valladolid.

Quando la regina Margherita morì di parto nell'ottobre 1611, Calderón fu accusato di aver utilizzato la magia contro di lei. Nel 1612 fu inviato in missione speciale nelle Fiandre e al suo ritorno fu nominato, nel 1614, marchese della Sette Chiese. Più tardi si suppose che avesse ordinato l'assassinio di un soldato, tal Francisco de Juaras.
Quando il duca di Lerma fu condotto dinnanzi alla Corte nel 1618 a seguito delle accuse del figlio del duca di Lerma, Cristóbal Gómez de Sandoval y de la Cerda, duca di Uceda, che era riuscito a far mandare il padre in esilio interno a Valladolid, e del confessore del re, il domenicano Luis de Aliaga, Calderón fu utilizzato come capro espiatorio per calmare le proteste popolari.
Fu arrestato la notte del 20 febbraio 1619 nel suo palazzo di Valladolid e fu portato dapprima al Castello di Montánchez e poi condotto a Madrid ove fu sottoposto a tortura affinché confessasse i crimini commessi di assassinio e stregoneria. Egli confessò l'assassinio di Juaras, ma respinse fermamente le altre accuse.
Morì decapitato nella Plaza Mayor di Madrid il 21 ottobre 1621, all'inizio del regno di Filippo IV di Spagna. La sua dignità e valore davanti all'avversità della morte lo resero meritevole del proverbio spagnolo: "Essere più orgogliosi che Don Rodrigo sulla forca", anche se non fu impiccato ma decapitato, per rispetto alla sua condizione nobiliare.

## Calderón, collezionista d'arte
Calderón fu un accanito collezionista di opere d'arte. Donó numerosi quadri al convento de Porta Coeli di Valladolid, che egli stesso aveva finanziato. Durante la sua permanenza nelle Fiandre, ove fu ambasciatore, comprò un'importante collezione di quadri di arte fiamminga, specialmente di Rubens, tra i quali spicca  L'Adorazione dei Magi, ma anche opere di Jan Brueghel il Vecchio, Otto van Veen o Pieter van Avont, molti dei quali si trovano oggi nel Museo del Prado. Inoltre acquistò tappeti, gioielli e mobili.